# Vis a vis - Il prezzo del riscatto
Vis a vis  è una serie televisiva drammatica spagnola prodotta da Globomedia per Antena 3 e Fox España. Questa serie è stata presentata per la prima volta il 20 aprile 2015. Il 26 maggio 2015 la serie è stata rinnovata per una seconda stagione, le cui riprese sono iniziate il 28 ottobre 2015 e sarà trasmesso a partire dal 31 marzo 2016. Dopo la messa in onda della seconda stagione, Antena 3 ha deciso di non rinnovare la serie per una terza stagione. Ha come protagonisti Maggie Civantos nei panni di Macarena e Najwa Nimri nei panni della pericolosa Zulema. Con Carlos Hipólito, Roberto Enríquez, Berta Vázquez, Alba Flores, Cristina Plazas, Alberto Velasco, Marta Aledo, Laura Baena Torres, Daniel Ortiz, María Isabel Díaz Lago, Dunia Rodríguez, Ruth Díaz, Jesús Castejón, Javier Lara, Ana Marzoa, Itziar Castro e Abril Zamora. Antagonizzato da Inma Cuevas, Ramiro Blas, Harlys Becerra, Huichi Chiu, Benjamín Vicuña e Adriana Paz. Ha la partecipazione speciale di Cristina Marcos.
Il 6 luglio 2017 è stato annunciato ufficialmente che il Gruppo Fox Networks Spagna, Atresmedia e Globomedia  (Gruppo Mediapro) hanno raggiunto un accordo per la produzione della terza stagione di Vis a vis, presentata in anteprima su Fox il 23 aprile 2018. Dopo che le riprese si sono concluse a metà febbraio e senza ancora pubblicare la terza stagione, il 19 aprile 2018 è stato ufficialmente confermato che la serie avrà una quarta stagione, le cui riprese sono iniziate il 4 giugno e ha debuttato il 3 dicembre dello stesso anno. Il 23 gennaio 2019 è stato confermato che, nonostante sia stato un successo di ascolti, la quarta stagione della serie sarebbe stata l'ultima e che avrebbe avuto un finale chiuso che sarebbe andato in onda il 4 febbraio 2019. Il 20 aprile del 2020, celebrando il quinto anniversario della premiere della serie, è stato presentato in anteprima lo spin-off intitolato Vis a vis: El Oasis .

## Trama
Per amore del suo capo, Macarena Ferreiro ha commesso diversi reati di manipolazione e appropriazione indebita di conti ed è stata condannata a sette anni di carcere. Nella prigione femminile di Cruz del Sur, dopo lo shock emotivo dell’entrata in carcere, deve affrontare i rapporti complicati e spesso pericolosi tra le detenute. La sua prigionia non le impedisce di essere coinvolta nella scandalosa ricerca di nove milioni di euro scomparsi da un furgone della sicurezza. Hanbal, detto “l’Egiziano”, fidanzato di Zulema Zahir, la detenuta più pericolosa del centro, e la stessa famiglia di Macarena sono coinvolti in una ricerca che si rivela sanguinosa. Le speranze di Macarena di essere liberata sono frustrate dal piano di fuga studiato da Zulema. Il ritorno a Cruz del Sur è molto più difficile poiché, oltre a una nuova governante e un capo della sicurezza pronto a prendere il sopravvento sui detenuti, si profila un'altra ombra disastrosa: quella del pericoloso criminale internazionale Karim disposto a vendicare la morte di suo nipote, l’Egiziano, una morte alla quale la famiglia di Macarena non è estranea.

## Episodi
| Stagione         | Episodi | Prima TV Spagna | Prima TV Italia |
| ---------------- | ------- | --------------- | --------------- |
| Prima stagione   | 11      | 2015            | 2017            |
| Seconda stagione | 13      | 2016            | 2019            |
| Terza stagione   | 8       | 2018            | 2019            |
| Quarta stagione  | 8       | 2018-2019       | 2019            |

## Personaggi e interpreti
- Macarena Ferreiro (stagioni 1-2, ricorrente stagione 3-4), interpretata da Maggie Civantos, doppiata da Chiara Colizzi e Maddalena Vadacca.
 Donna in carriera, benestante e di buona famiglia che si ritrova a Cruz del Sur con una condanna a 7 anni di prigione per reati fiscali.
- Zulema Zahir (stagioni 1-4), interpretata da Najwa Nimri, doppiata da Monica Ward e Valentina Pollani.
È la detenuta più pericolosa e rispettata del carcere, che gestisce e manipola a suo piacimento gran parte delle recluse e del personale della prigione.
- Leopoldo Ferreiro Lobo (stagioni 1-2), interpretato da Carlos Hipólito, doppiato da Luciano Roffi e Sergio Romanò.
 Il padre di Macarena Ferreiro, un ex poliziotto ex collega dell’ispettore Castillo. Tenterà in ogni modo di far uscire Macarena dal carcere, entrando in una sanguinosa faida con uno spietato criminale.
- Fabio Martínez Léon (stagioni 1-2, guest star stagione 3), interpretato da Roberto Enríquez, doppiato da Fabrizio Pucci e Lorenzo Scattorin.                                              Il capo della sicurezza di Cruz del Sur ed ex poliziotto collega dell'ispettore Castillo.
- Miranda Aguirre Senén (stagioni 1-2), interpretata da Cristina Plazas, doppiata da Roberta Greganti e Elda Olivieri. 
È la direttrice di Cruz del Sur. Cerca in ogni modo di tenere alto il nome del carcere.
- Estefanía Kabila Silva “La Riccia” (stagioni 1-4), interpretata da Berta Vázquez, doppiata da Gaia Bolognesi e Federica Simonelli.
Una donna afro sensuale e spregiudicata detenuta a Cruz del Sur con una condanna per incendio d'auto e lesioni ai danni di un collega.
- Saray Vargas de Jesús (stagioni 1-4), interpretata da Alba Flores, doppiata da Perla Liberatori e Elisa Giorgio.
Una donna gitana istintiva e passionale detenuta a Cruz del Sur per rapina a mano armata e aggressione, con una condanna di 5 anni.
- Anabel Villaroch Garcés (stagioni 1-2, ricorrente stagione 3), interpretata da Inma Cuevas, doppiata da Sabine Cerullo e Beatrice Caggiula.
Condannata a 11 anni di reclusione per traffico di esseri umani, rapina, coercizione e spaccio di sostanze stupefacenti; in carcere gestisce i suoi traffici illeciti di contrabbando e aiutata dalla sua gang compie atti di violenza.
- Soledad Núñez Hurtado (stagioni 1-4), interpretata da María Isabel Díaz Lago e doppiata da Rachele Paolelli e Cristina Giolitti.
Una tra le detenute più anziane di Cruz del Sur, condannata a 20 anni per aver bruciato vivo il marito. È considerata come una madre da molte detenute.
- Encarna Molina (stagioni 1 e ricorrente stagione 2), interpretata da María Salgueiro, doppiata da Antonella Giannini e Dania Cericola.
La madre di Macarena, una casalinga che entra nello sconforto più totale dopo che la figlia viene arrestata.
- Carlos Sandoval Castro (stagioni 1-2-4, guest star stagione 3), interpretato da Ramiro Blas e doppiato da Dario Oppido e Roberto Accornero.
 Medico della prigione, all'apparenza gentile, professionale ed affidabile; in realtà dietro il suo aspetto raffinato ed elegante si cela una lato perverso e manipolatorio.
- Antonio Palacios Lloret (stagioni 1-2, 4), interpretato da Alberto Velasco, doppiato da Oreste Baldini e Alessandro Germano.
Il secondino più buono del carcere, per questo vittima di provocazioni bonarie dalle detenute.
- Teresa González Largo (stagioni 1-4), interpretata da Marta Aledo, doppiata da Emilia Costa e Luisa Ziliotto.
 Tossicodipendente detenuta per spaccio di sostanze stupefacenti, con una condanna di 6 anni.
- Román Ferreiro Molina (stagioni 1-2), interpretato da Daniel Ortiz, doppiato da Daniele Raffaeli e Claudio Colombo.
Il fratello maggiore di Macarena, prossimo a sposarsi con un avvocato di nome Lidia.
- Ismael Valbuena Ugarte (stagioni 1-2), interpretato da Harlys Becerra[1], doppiato da Alberto Bognanni e Patrizio Prata.
Guardia carceraria di Cruz del Sur che disprezza le detenute e abusa del suo potere usando violenza e intimidazioni.
- Antonia Trujillo Díez (stagioni 1-4), interpretata da Laura Baena, doppiata da Diana Anselmo e Simona Biasetti.
Una detenuta gitana rozza, volgare e violenta che si ritrova a dover scontare una pena per aver ucciso suo cognato che voleva violentare sua figlia di soli 5 anni.
- Damián Castillo (stagioni 1-4), interpretato da Jesús Castejón, doppiato da Roberto Fidecaro e Claudio Moneta.
Un commissario di polizia ed ex collega di Fabio e di Leopoldo. Si occupa di tutti i delitti e le fughe avvenuti presso Cruz del Sur e Cruz del Norte.
- Mercedes Carrillo (stagione 3; guest star stagione 4), interpretata da Ruth Díaz, doppiata da Patrizia Scianca.
Consigliera dello sviluppo urbano condannata a 4 anni e mezzo di reclusione per corruzione e malversazione. Viene uccisa sbranata dai cani di Sandoval.
- Huang Akame (stagione 3), interpretata da Huichi Chiu.
Detenuta cinese di Cruz del Norte, ambigua e spietata, insieme alla sua gang prepara un'ambiziosa evasione.
- Álex Moncada (stagione 3), interpretato da Javier Lara.
 Direttore di Cruz del Norte.
- Prudencia Mosqueira (stagione 3), interpretata da Ana Marzoa, doppiata da Daniela Trapelli.
Anziana detenuta di Cruz del Norte, stringe una profonda amicizia con Sole.
- Andrés Frutos (stagione 3), interpretato da Luis Callejo.
Ufficiale di Cruz del Norte, crede fortemente nel reinserimento delle detenute e per questo ha contrasti con Altagracia.
- Altagracia Guerrero (stagioni 3-4), interpretata da Adriana Paz, doppiata da Ilaria Egitto.
Capo della sicurezza di Cruz del Norte, messicana e dai metodi poco ortodossi. È una donna dal temperamento freddo e autoritario ed è stata in carcere per sequestro di persona e omicidio.
- Goya Fernández (stagioni 3-4), interpretata da Itziar Castro, doppiata da Cinzia Massironi.
Una gigantesca e violenta detenuta di Cruz del Norte, temuta e rispettata da tutte le altre prigioniere.
- Luna Garrido (stagioni 3-4), interpretata da Abril Zamora, doppiata da Alessandro Lussiana.
È una detenuta transgender di Cruz del Norte, condannata a 6 anni di carcere.
- Magdalena Cruz (stagione 4), interpretata da Cristina Marcos, doppiata da Lorella De Luca.
Proprietaria di tutte le carceri Cruz. Tiene moltissimo al nome delle sue prigioni e non si fa scrupoli a mettere uomini violenti al comando.
- Antonio Hierro (stagione 4), interpretato da Benjamín Vicuña, doppiato da Giorgio Perno.
Guardia carceraria di Cruz del Norte, incaricata di sorvegliare Zulema durante la sua estradizione in Spagna. È violento e insieme a Sandoval nasconde un oscuro segreto.

## Accoglienza

### Ascolti
| Stagioni | Rete televisiva | Episodi | Inizio          | Fine            | Telespettatori | Share |
| -------- | --------------- | ------- | --------------- | --------------- | -------------- | ----- |
| 1        | Antena 3        | 11      | 20 aprile 2015  | 2 luglio 2015   | 3.547.000      | 19,9% |
| 2        | Antena 3        | 13      | 31 marzo 2016   | 22 giugno 2016  | 2.425.000      | 14,1% |
| 3        | España          | 8       | 23 aprile 2018  | 11 giugno 2018  | 151.000        | 0,8%  |
| 4        | España          | 8       | 3 dicembre 2018 | 4 febbraio 2019 | 129.000        | 0,7%  |
| Totale   | Totale          | 40      | 20 aprile 2015  | 4 febbraio 2019 | 2.041.000      | 11,9% |

### Critica
Quando la premessa della serie fu annunciata per la prima volta, fu immediatamente paragonata alla serie televisiva americana Orange Is the New Black e alcuni media la accusarono di essere una semplice copia. Tuttavia, quando l'episodio pilota è stato mostrato ai critici, hanno notato che le due serie hanno un tono diverso, poiché Vis a Vis è principalmente un thriller, mentre Orange Is the New Black è un mix di dramma e commedia. A parte i confronti, la serie ha ricevuto recensioni da favorevoli a buone. 
I critici hanno elogiato la recitazione del cast e la trama frenetica. "La recitazione è forte, i personaggi coinvolgenti e credibili, la sceneggiatura è frenetica e accattivante, ed è bellissima sullo schermo con un lavoro di ripresa creativo e fantasioso."  Rebecca Nicholson di The Guardian afferma che la serie è "un thriller tremendamente sciocco e fantasticamente teso che si svolge a un ritmo mozzafiato". 
"È violento – brutalmente – e molto grafico nella sua rappresentazione della vita in una prigione femminile. Ma assolutamente brillante allo stesso tempo. È oscuro e attraversato da un'aria costante di minaccia e pericolo. Lo adoro." di Martin Howse di Entertainment Focus.

## Premi
- 2015 – FesTVal de Televisión y Radio de Vitoria
  - Scoperta dell'anno
- 2015 – Premios Ondas
  - Miglior interpretazione femminile al cast della serie
- 2015 – Premios Madrid Imagen (MIM Series)
  - Miglior attrice in una serie drammatica a Maggie Civantos
- 2016 – Festival de Luchon
  - Miglior fiction spagnola
- 2016 – Premios Paramount Channel
  - Miglior cattivo a Najwa Nimri
  - Miglior attrice/attore rivelazione a Berta Vázquez
- 2016 – Fotogrammi d'argento
  - Candidatura per la miglior serie spagnola
- 2016 – Premios Unión de Actores y Actrices
  - Miglior attrice protagonista a Maggie Civantos
  - Miglior attrice di reparto a Imma Cuevas
  - Candidatura per la miglior attrice protagonista a Najwa Nimri
  - Candidatura per il miglior attore protagonista a Roberto Enríquez
  - Candidatura per la miglior attrice secondaria a Alba Flores
  - Candidatura per la miglior attrice di reparto a Marta Aledo
- 2016 – Premios Iris
  - Candidatura per la miglior fiction
  - Candidatura per la miglior produzione a Cristina López Ferrar e Juan López Olivar
  - Candidatura per il miglior attore a Carlos Hipólito
  - Candidatura per la miglior attrice a Najwa Nimri
- 2016 – Premios Madrid Imagen (MIM Series)
  - Miglior serie drammatica
  - Candidatura per la miglior regia
- 2017 – Premios Feroz
  - Candidatura per la miglior attrice protagonista in una serie a Maggie Civantos
  - Candidatura per la miglior attrice protagonista in una serie a Najwa Nimri
  - Candidatura per la miglior attrice di reparto in una serie a Inma Cuevas
  - Candidatura per la miglior attrice di reparto in una serie a Alba Flores
- 2017 – Fotogrammi d'argento
  - Miglior serie spagnola
  - Candidatura per la miglior attrice a Najwa Nimri
- 2017 – Premios Unión de Actores y Actrices
  - Miglior attrice secondaria a Alba Flores
  - Miglior attrice di reparto a Imma Cuevas
  - Candidatura per la miglior attrice protagonista a Maggie Civantos
  - Candidatura per la miglior attrice protagonista a Najwa Nimri
  - Candidatura per il miglior attore protagonista a Roberto Enríquez
  - Candidatura per la miglior attrice secondaria a María Isabel Díaz
- 2017 – Premios Fénix
  - Candidatura per il miglior cast
- 2018 – Premios Iris
  - Candidatura per la miglior attrice a Alba Flores
  - Candidatura per la miglior regia a Jesús Colmenar, Sandra Gallego, David Molina Encinas e Jesús Rodrigo
- 2018 – Premios Madrid Imagen (MIM Series)
  - Candidatura per la miglior serie drammatica
  - Candidatura per la miglior attrice in una serie drammatica a Najwa Nimri
- 2018 – Premios Feroz
  - Candidatura per la miglior attrice protagonista in una serie a Najwa Nimri.

## Spin-off
Con l'annuncio della conclusione è stato annunciato uno spin-off intitolato Vis a vis - L'Oasis. El Oasis è andata in Spagna il 20 aprile 2020 sul canale Fox España, mentre per il resto del mondo la serie è uscita 31 luglio 2020 su Netflix. 
Lo spin-off ha come protagoniste Maggie Civantos e Najwa Nimri, interpreti rispettivamente delle criminali Macarena e Zulema in Vis a vis.